# 480 kilomètres de Dijon 1989
Navigation
Édition suivante
Les 480 kilomètres de Dijon 1989, disputées le 21 mai 1989 sur le Circuit de Dijon-Prenois ont été la seconde manche du Championnat du monde des voitures de sport 1989.

## La course

### Classement de la course
Voici le classement officiel au terme de la course,.
- Les premiers de chaque catégorie du championnat du monde sont signalés par un fond jaune.
- Pour la colonne Pneus, il faut passer le curseur au-dessus du modèle pour connaître le manufacturier de pneumatiques.
- Les voitures ne réussissant pas à parcourir 90 % de la distance du gagnant sont non classées (NC).

| Pos  | Classe | no  | Écurie                                               | Pilotes                                            | Châssis                            | Pneus | Tours | Temps                      |
| Pos  | Classe | no  | Écurie                                               | Pilotes                                            | Moteur                             | Pneus | Tours | Temps                      |
| ---- | ------ | --- | ---------------------------------------------------- | -------------------------------------------------- | ---------------------------------- | ----- | ----- | -------------------------- |
| 1    | C1     | 7   | Joest Racing                                         | Frank Jelinski Bob Wollek                          | Porsche 962C                       | G     | 127   | 2 h 42 min 21 s 903        |
| 1    | C1     | 7   | Joest Racing                                         | Frank Jelinski Bob Wollek                          | Porsche Type-935 3.0L Flat-6 Turbo | G     | 127   | 2 h 42 min 21 s 903        |
| 2    | C1     | 62  | Team Sauber Mercedes                                 | Jean-Louis Schlesser Jochen Mass                   | Sauber C9                          | M     | 127   | + 38 s 395                 |
| 2    | C1     | 62  | Team Sauber Mercedes                                 | Jean-Louis Schlesser Jochen Mass                   | Mercedes-Benz M119 5.0L V8 Turbo   | M     | 127   | + 38 s 395                 |
| 3    | C1     | 61  | Team Sauber Mercedes                                 | Kenny Acheson Mauro Baldi                          | Sauber C9                          | M     | 127   | + 38 s 461                 |
| 3    | C1     | 61  | Team Sauber Mercedes                                 | Kenny Acheson Mauro Baldi                          | Mercedes-Benz M119 5.0L V8 Turbo   | M     | 127   | + 38 s 461                 |
| 4    | C1     | 37  | Toyota Team Tom's                                    | Geoff Lees Johnny Dumfries                         | Toyota 88C                         | B     | 126   | + 1 tour                   |
| 4    | C1     | 37  | Toyota Team Tom's                                    | Geoff Lees Johnny Dumfries                         | Toyota 3S-GTM 2.2L I4 Turbo        | B     | 126   | + 1 tour                   |
| 5    | C1     | 14  | Richard Lloyd Racing                                 | Tiff Needell Derek Bell                            | Porsche 962C GTi                   | G     | 124   | + 3 tours                  |
| 5    | C1     | 14  | Richard Lloyd Racing                                 | Tiff Needell Derek Bell                            | Porsche Type-935 3.0L Flat-6 Turbo | G     | 124   | + 3 tours                  |
| 6    | C1     | 13  | Courage Compétition                                  | Pascal Fabre Jean-Louis Bousquet                   | Cougar C22S                        | G     | 123   | + 4 tours                  |
| 6    | C1     | 13  | Courage Compétition                                  | Pascal Fabre Jean-Louis Bousquet                   | Porsche Type-935 3.0L Flat-6 Turbo | G     | 123   | + 4 tours                  |
| 7    | C1     | 8   | Joest Racing                                         | Jean-Louis Ricci Claude Ballot-Léna                | Porsche 962C                       | G     | 123   | + 4 tours                  |
| 7    | C1     | 8   | Joest Racing                                         | Jean-Louis Ricci Claude Ballot-Léna                | Porsche Type-935 3.0L Flat-6 Turbo | G     | 123   | + 4 tours                  |
| 8    | C1     | 26  | France Prototeam                                     | Alain Ferté Henri Pescarolo                        | Spice SE88C                        | G     | 122   | + 5 tours                  |
| 8    | C1     | 26  | France Prototeam                                     | Alain Ferté Henri Pescarolo                        | Ford Cosworth DFZ 3.5L V8 Atmo     | G     | 122   | + 5 tours                  |
| 9    | C1     | 5   | Repsol Brun Motorsport                               | Harald Huysman Oscar Larrauri                      | Porsche 962C                       | Y     | 122   | + 5 tours                  |
| 9    | C1     | 5   | Repsol Brun Motorsport                               | Harald Huysman Oscar Larrauri                      | Porsche Type-935 3.0L Flat-6 Turbo | Y     | 122   | + 5 tours                  |
| 10   | GTP    | 201 | Mazdaspeed                                           | Pierre Dieudonné David Kennedy                     | Mazda 767B                         | D     | 121   | + 6 tours                  |
| 10   | GTP    | 201 | Mazdaspeed                                           | Pierre Dieudonné David Kennedy                     | Mazda 13J 2.6L 4-Rotor             | D     | 121   | + 6 tours                  |
| 11   | C2     | 101 | Chamberlain Engineering                              | Fermín Velez Nick Adams                            | Spice SE89C                        | G     | 121   | + 6 tours                  |
| 11   | C2     | 101 | Chamberlain Engineering                              | Fermín Velez Nick Adams                            | Ford Cosworth DFL 3.5L V8 Atmo     | G     | 121   | + 6 tours                  |
| 12   | C1     | 41  | Swiss Team Salamin Walter Lechner Racing School (en) | Walter Lechner Ernst Franzmaier                    | Porsche 962C                       | G     | 121   | + 6 tours                  |
| 12   | C1     | 41  | Swiss Team Salamin Walter Lechner Racing School (en) | Walter Lechner Ernst Franzmaier                    | Porsche Type-935 3.0L Flat-6 Turbo | G     | 121   | + 6 tours                  |
| 13   | C1     | 6   | Repsol Brun Motorsport                               | Walter Brun Jesús Pareja                           | Porsche 962C                       | Y     | 121   | + 6 tours                  |
| 13   | C1     | 6   | Repsol Brun Motorsport                               | Walter Brun Jesús Pareja                           | Porsche Type-935 3.0L Flat-6 Turbo | Y     | 121   | + 6 tours                  |
| 14   | C1     | 21  | Spice Engineering                                    | Costas Los Ray Bellm                               | Spice SE89C                        | G     | 121   | + 6 tours                  |
| 14   | C1     | 21  | Spice Engineering                                    | Costas Los Ray Bellm                               | Ford Cosworth DFZ 3.5L V8 Atmo     | G     | 121   | + 6 tours                  |
| 15   | C1     | 23  | Nissan Motorsports International                     | Mark Blundell Julian Bailey                        | Nissan R89C                        | D     | 120   | + 7 tours                  |
| 15   | C1     | 23  | Nissan Motorsports International                     | Mark Blundell Julian Bailey                        | Nissan VRH35Z 3.5L V8 Turbo        | D     | 120   | + 7 tours                  |
| 16   | C2     | 103 | France Prototeam                                     | Almo Coppelli Bernard Thuner                       | Spice SE88C                        | G     | 120   | + 7 tours                  |
| 16   | C2     | 103 | France Prototeam                                     | Almo Coppelli Bernard Thuner                       | Ford Cosworth DFL 3.5L V8 Atmo     | G     | 120   | + 7 tours                  |
| 17   | C1     | 18  | Aston Martin Ecurie Ecosse                           | Brian Redman David Leslie                          | Aston Martin AMR1                  | G     | 119   | + 8 tours                  |
| 17   | C1     | 18  | Aston Martin Ecurie Ecosse                           | Brian Redman David Leslie                          | Aston Martin RDP87 6.0L V8 Atmo    | G     | 119   | + 8 tours                  |
| 18   | C1     | 10  | Porsche Kremer Racing                                | Bruno Giacomelli George Fouché                     | Porsche 962CK6                     | Y     | 118   | + 9 tours                  |
| 18   | C1     | 10  | Porsche Kremer Racing                                | Bruno Giacomelli George Fouché                     | Porsche Type-935 3.0L Flat-6 Turbo | Y     | 118   | + 9 tours                  |
| 19   | C1     | 34  | Porsche Alméras Montpellier                          | Jacques Alméras Jean-Marie Alméras                 | Porsche 962C                       | G     | 118   | + 9 tours                  |
| 19   | C1     | 34  | Porsche Alméras Montpellier                          | Jacques Alméras Jean-Marie Alméras                 | Porsche Type-935 3.0L Flat-6 Turbo | G     | 118   | + 9 tours                  |
| 20   | C1     | 72  | Obermaier Primagaz                                   | Jürgen Lässig Pierre Yver                          | Porsche 962C                       | G     | 118   | + 9 tours                  |
| 20   | C1     | 72  | Obermaier Primagaz                                   | Jürgen Lässig Pierre Yver                          | Porsche Type-935 3.0L Flat-6 Turbo | G     | 118   | + 9 tours                  |
| 21   | C2     | 111 | PC Automotive                                        | Richard Piper Olindo Iacobelli                     | Spice SE88C                        | G     | 118   | + 9 tours                  |
| 21   | C2     | 111 | PC Automotive                                        | Richard Piper Olindo Iacobelli                     | Ford Cosworth DFL 3.5L V8 Atmo     | G     | 118   | + 9 tours                  |
| 22   | C1     | 40  | Swiss Team Salamin                                   | Antoine Salamin Max Cohen-Olivar                   | Porsche 962C                       | G     | 117   | + 10 tours                 |
| 22   | C1     | 40  | Swiss Team Salamin                                   | Antoine Salamin Max Cohen-Olivar                   | Porsche Type-935 3.0L Flat-6 Turbo | G     | 117   | + 10 tours                 |
| 23   | C2     | 171 | Team Mako                                            | James Shead (en) Don Shead                         | Spice SE88C                        | G     | 116   | + 11 tours                 |
| 23   | C2     | 171 | Team Mako                                            | James Shead (en) Don Shead                         | Ford Cosworth DFL 3.5L V8 Atmo     | G     | 116   | + 11 tours                 |
| 24   | C2     | 105 | Porto Kaleo Team                                     | Maurizio Gellini Jari Nurminen (en)                | Tiga GC288                         | G     | 113   | + 14 tours                 |
| 24   | C2     | 105 | Porto Kaleo Team                                     | Maurizio Gellini Jari Nurminen (en)                | Ford Cosworth DFL 3.5L V8 Atmo     | G     | 113   | + 14 tours                 |
| 25   | C1     | 20  | Team Davey                                           | Tim Lee-Davey Peter Oberndorfer (de)               | Porsche 962C                       | D     | 111   | + 16 tours                 |
| 25   | C1     | 20  | Team Davey                                           | Tim Lee-Davey Peter Oberndorfer (de)               | Porsche Type-935 3.0L Flat-6 Turbo | D     | 111   | + 16 tours                 |
| Abd. | C1     | 1   | Silk Cut Jaguar                                      | Jan Lammers Patrick Tambay                         | Jaguar XJR-9                       | D     | 125   | Vapeur de carburant        |
| Abd. | C1     | 1   | Silk Cut Jaguar                                      | Jan Lammers Patrick Tambay                         | Jaguar 7.0L V12 Atmo               | D     | 125   | Vapeur de carburant        |
| Abd. | C1     | 17  | Dauer Racing (en)                                    | Jochen Dauer (de) Franz Konrad                     | Porsche 962C                       | G     | 93    | Moteur                     |
| Abd. | C1     | 17  | Dauer Racing (en)                                    | Jochen Dauer (de) Franz Konrad                     | Porsche Type-935 3.0L Flat-6 Turbo | G     | 93    | Moteur                     |
| Abd. | C2     | 106 | Porto Kaleo Team                                     | Ranieri Randaccio Pasquale Barberio                | Tiga GC288                         | G     | 93    | Fatigue du pilote          |
| Abd. | C2     | 106 | Porto Kaleo Team                                     | Ranieri Randaccio Pasquale Barberio                | Ford Cosworth DFL 3.5L V8 Atmo     | G     | 93    | Fatigue du pilote          |
| Abd. | C1     | 2   | Silk Cut Jaguar                                      | John Nielsen Andy Wallace                          | Jaguar XJR-9                       | D     | 79    | Pneus                      |
| Abd. | C1     | 2   | Silk Cut Jaguar                                      | John Nielsen Andy Wallace                          | Jaguar 7.0L V12 Atmo               | D     | 79    | Pneus                      |
| Abd. | C2     | 151 | Pierre-Alain Lombardi                                | Pierre-Alain Lombardi Bruno Sotty                  | Spice SE86C                        | G     | 36    | Crevaison                  |
| Abd. | C2     | 151 | Pierre-Alain Lombardi                                | Pierre-Alain Lombardi Bruno Sotty                  | Ford Cosworth DFL 3.5L V8 Atmo     | G     | 36    | Crevaison                  |
| Abd. | C2     | 102 | Chamberlain Engineering                              | Luigi Taverna John Williams                        | Spice SE86C                        | G     | 35    | Moteur                     |
| Abd. | C2     | 102 | Chamberlain Engineering                              | Luigi Taverna John Williams                        | Hart 418T 1.8L I4 Turbo            | G     | 35    | Moteur                     |
| Abd. | C1     | 22  | Spice Engineering                                    | Wayne Taylor Thorkild Thyrring                     | Spice SE89C                        | G     | 32    | Echappement                |
| Abd. | C1     | 22  | Spice Engineering                                    | Wayne Taylor Thorkild Thyrring                     | Ford Cosworth DFZ 3.5L V8 Atmo     | G     | 32    | Echappement                |
| Abd. | C2     | 108 | Roy Baker Racing GP Motorsport                       | Dudley Wood Philippe de Henning                    | Spice SE87C                        | G     | 47    | Surchauffe                 |
| Abd. | C2     | 108 | Roy Baker Racing GP Motorsport                       | Dudley Wood Philippe de Henning                    | Ford Cosworth DFL 3.5L V8 Atmo     | G     | 47    | Surchauffe                 |
| Abd. | C1     | 29  | Mussato Action Car                                   | Franco Scapini Andrea De Cesaris                   | Lancia LC2                         | D     | 19    | Suspension                 |
| Abd. | C1     | 29  | Mussato Action Car                                   | Franco Scapini Andrea De Cesaris                   | Ferrari 308C 3.0L V8 Turbo         | D     | 19    | Suspension                 |
| Abd. | C2     | 177 | Automobiles Louis Descartes                          | Louis Descartes Alain Serpaggi                     | ALD C289                           | G     | 15    | Freins                     |
| Abd. | C2     | 177 | Automobiles Louis Descartes                          | Louis Descartes Alain Serpaggi                     | Ford Cosworth DFL 3.5L V8 Atmo     | G     | 15    | Freins                     |
| Abd. | C1     | 16  | Repsol Brun Motorsport                               | Oscar Larrauri Stanley Dickens                     | Porsche 962C                       | Y     | 3     | Accident                   |
| Abd. | C1     | 16  | Repsol Brun Motorsport                               | Oscar Larrauri Stanley Dickens                     | Porsche Type-935 3.0L Flat-6 Turbo | Y     | 3     | Accident                   |
| Np.  | C2     | 107 | Tiga Racing Team Jean-Claude Ferrarin (de)           | Jean-Claude Ferrarin (de) Jean-Claude Justice (de) | Tiga GC289                         | G     | -     | Accident durant les essais |
| Np.  | C2     | 107 | Tiga Racing Team Jean-Claude Ferrarin (de)           | Jean-Claude Ferrarin (de) Jean-Claude Justice (de) | Ford Cosworth DFL 3.5L V8 Atmo     | G     | -     | Accident durant les essais |
| Nq.  | C2     | 176 | Automobiles Louis Descartes                          | Sylvain Boulay Thierry Serfaty                     | ALD C2                             | G     | -     |                            |
| Nq.  | C2     | 176 | Automobiles Louis Descartes                          | Sylvain Boulay Thierry Serfaty                     | BMW M80 3.5L I6 Atmo               | G     | -     |                            |
| Nq.  | C2     | 178 | Didier Bonnet (de)                                   | Didier Bonnet (de) Gérard Tremblay                 | ALD C2                             | Y     | -     |                            |
| Nq.  | C2     | 178 | Didier Bonnet (de)                                   | Didier Bonnet (de) Gérard Tremblay                 | BMW M80 3.5L I6 Atmo               | Y     | -     |                            |

## Pole position et record du tour
- Pole position :  Schlesser/ Mass (#62 Team Sauber Mercedes) en 1 min 07 s 275
- Meilleur tour en course :  Mauro Baldi (#61 Team Sauber Mercedes) en 1 min 11 s 739

## À noter
- Longueur du circuit : 3,797 km
- Distance parcourue par les vainqueurs : 482,600 km